# AC-2

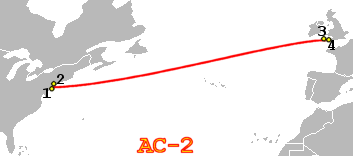
Cable Yellow/AC-2

El Yellow / AC-2 (en inglés Atlantic Crossing 2) es un sistema de cable de telecomunicaciones submarino que enlaza los EE. UU. y el Reino Unido. Los diferentes dueños le dan a este sistema de cable nombres diferentes, así que es conocido tanto como Yellow y AC-2. A enero de 2007, tiene una capacidad de 320 Gbit/s, ampliable a 1.28 Tbit/s. Fue puesto en servicio en el año 2000.
Tiene puntos de amarre en:
1. Bellport/Brookhaven, Nueva York, Estados Unidos
2. Bude, Reino Unido

Originalmente era un proyecto entre Level 3 Communications y Global Crossing. Este último lo llamaba AC-2. [actualizar]A mediados del 2016, el propietario es Level 3 Communications.